# Keltonia pallida
Keltonia pallida är en insektsart som beskrevs av Henry 1991. Keltonia pallida ingår i släktet Keltonia och familjen ängsskinnbaggar. Inga underarter finns listade i Catalogue of Life.